# Artigo 607
Artigo 607 é um grupo de rap brasileiro, formado em 1990 na cidade de Santa Luzia, estado de Minas Gerais.

## Carreira
A formação inicial do Artigo 607 foi Léo Inseto, Dog T, Marcelo e Black Dog. Em 1998, já com o nome de Artigo 607 e com nova formação - com a entrada de Duck e X'MC e com a saída de Marcelo e de Black Dog - lança seu primeiro CD, chamado Novo Júri. Com isso, o grupo conseguiu se firmar no cenário do rap mineiro, chamando atenção com as músicas "24 de Dezembro" e "Amigos", o que fez com que o grupo abrisse vários show de bandas conhecidas do cenário nacional e recebesse convites para apresentar-se em vários eventos nos estados de Minas Gerais, Goiás, Rio de Janeiro e São Paulo.
Em 2003, novamente com nova formação, com a saída de Duck e X'MC e com a entrada de DB e Eduardo G, lança o segundo CD, ...Além do que você já sabia!, que contou as participações especiais dos mineiros SOS Periferia, Are.zona, Negro Dum e do paulista Helião (ex-integrante do grupo RZO e da dupla Helião e Negra Li).

## Discografia
- 1998: Novo Júri
- 2003: ...Além do que você já sabia!